# Лебедєв Артемій Андрійович
Арте́мій Андрі́йович Ле́бедєв (нар. 13 лютого 1975, Москва, РСФСР) — російський бізнесмен, менеджер, пропагандист, мандрівник. Засновник, художній керівник і власник «Студії Артемія Лебедєва». Син письменниці Тетяни Толстої, правнук письменника Олексія Миколайовича Толстого.
Підтримує путінський режим та війну Росії проти України.
Не визнає територіальну цілісність України. Незаконно відвідував анексований Росією Крим і непідконтрольні українській владі території Донбасу, за що отримав заборону в'їзду в Україну.
Розповсюджує фейки про російсько-українську війну (з 2014) та підтримує російську пропаганду проти України; із січня 2022 року — фігурант санкційного списку РНБО України. З 7 січня 2023 року перебуває під більш глибокими санкціями РНБО за антиукраїнську діяльність.

## Діяльність
Артемій Лебедєв заснував студію, що виконала понад 4055 робіт, серед яких фірмові стилі, книги, журнали, знаки, логотипи, графічні та фізичні інтерфейси, сайти, об'єкти промдизайну та промграфіки, вітрини.
Серед клієнтів студії — Microsoft, Яндекс, Samsung, Київстар GSM, Nokia, PeopleNet, Альфа-Банк.
Наприкінці квітня 2016 року без відповідного дозволу Державної прикордонної служби України відвідав території Луганської та Донецької областей, що знаходяться під контролем терористів та військових збройних сил Росії, внаслідок чого Центром «Миротворець» Артемій Лебедєв був внесений до бази даних осіб підозрюваних у скоєнні злочинів проти громадської безпеки.

## Санкції та кримінальне переслідування
23 січня 2022 року Президент України Володимир Зеленський запровадив санкції проти 52 громадян Росії і, зокрема, Артемія Лебедєва. Санкції запроваджені на п'ять років і передбачають блокування активів та зупинення операцій із виведення капіталу з України.
СБУ задокументувала злочинну діяльність Артемія Лебедєва, який у червні 2022 року незаконно потрапив на територію окупованої росіянами ЗАЕС. Йому повідомлено про підозру за ч. 3 ст. 436-2 КК України (виправдовування, визнання правомірною, заперечення збройної агресії РФ проти України, глорифікація її учасників).
10 липня 2023 року Вищий антикорупційний суд задовольнив позов Міністерства юстиції України про стягнення активів Лєбедєва, а саме двох квартир у центрі Києва. У вересні ці квартири передали до Фонду держмайна.
18 жовтня 2024 року Міністерство закордонних справ Латвії оголосило Артемія Лебедєва персоною нон ґрата та заборонило в'їзд у Латвію на невизначений термін.

## Нагороди та визнання
На Світовому Економічному Форумі (World Economic Forum) був анонсований перелік Молодих Світових Лідерів 2008. Одним з трьох представників Росії було названо Артемія Лебедєва.

## Цікаві факти
Згідно з інформацією, що її Артемій опублікував в своєму блозі, рід Лебедєвих має українське коріння. В ревізії 1816-го року його прямий предок числився малоросіянином в с. Брасово Севського повіту Орловської губернії.

## Публікації
- Дмитро Скрябін. Артемій Лебедєв Інтернет на хвості приніс // День. — 1999. — 29 грудня. [Архівовано 14 березня 2008 у Wayback Machine.]
- Алексей Мысов. Отец русского Интернета: Сеть не умрет никогда // Час (Латвия). — 2001. — 17 декабря.
- Анна Суздальцева. «Первый дизайнер российского Интернета» // Ведомости. — 1999. — 16 августа.